# Haniska (Košice)
|  | No s'ha de confondre amb Haniska (Prešov). |

Haniska és un poble i municipi d'Eslovàquia. Es troba a la regió de Košice, a l'est del país.

## Història
La primera referència escrita de la vila data del 1267.

## Demografia
| Godina             | 1994 | 2004   | 2014   | 2024   |
| ------------------ | ---- | ------ | ------ | ------ |
| Nombre de persones | 1323 | 1365   | 1474   | 1572   |
| Diferència         |      | +3,17% | +7,98% | +6,64% |

| Godina             | 2023 | 2024   |
| ------------------ | ---- | ------ |
| Nombre de persones | 1557 | 1572   |
| Diferència         |      | +0,96% |